# Nandi medve
A nandi medve egy medvére emlékeztető afrikai állat, amelynek létezését a tudomány még nem bizonyította. Kutatása ezért a kriptozoológia tárgykörébe tartozik.
A lény más elnevezései: duba, kerit, chimisit, chemosit, kikambangwe, vere, sabrookoo, gadett. A nyugati elnevezését a kenyai nandi törzs után kapta, akik szerint az állat az afrikai Nagy-hasadékvölgy mentén, az Elgon-hegy és Mau nevű sziklás lejtő közötti hegyes-völgyes területen él.

## Megfigyelések
A bennszülöttek mítoszainak régóta szereplője ez a lény. Egyes történetek óriás hiénához, mások majomhoz vagy majomemberhez hasonlítják, és rendszerint vérengző ragadozónak állítják be.
Az európai emberek közül elsőként két Kenya-kutató, Braithwaite őrnagy és C. Kenneth Archer látták a medvét, a XX. század elején. Először nőstény oroszlánnak vélték az állatot, de aztán észrevették, hogy hosszabb az orra. Az állat marmagassága körülbelül 130-140 centiméter lehetett. A háta erősen lejtett hátrafelé, és medvéhez hasonlóan mozgott. Vastag bundája barna színű volt.
Geoffrey Williams vezette az első Nandi-expedíciót 1905-ben, és sikerült is találkoznia a medvével. A leírása szerint Mataye közelében látta meg a kb. 30 méter távolságra ülő állatot, amely kb. 150 cm magas lehetett. A feje medveszerűen megnyúlt volt, kicsi fülekkel. A végtagjait és mellső részét fekete szőr borította.
Ezután 1912-ben Toulson őrnagy, majd 1913-ban N.E.F. Corbett is találkozott a lénnyel. A Madadi vasút építésében részt vevő munkások is többször jelentették a fura állattal való találkozást. A nyomát is felfedezték, Schindler számolt be kutyaszerű lábnyomokról, amelyek azonban 5 ujjról, valamint viszonylag hosszú sarokról árulkodtak. G.W: Hickes mérnök szintén 1913-ban közelről vehette szemügyre a nandi medvét. Megállapíthatta, hogy a hiénánál jóval termetesebb, sűrű bunda takarja, a nyaka rövid, fülei kicsinyek. Nem látta, hogy lenne farka az állatnak. Nem sokkal később egy helyi lakos is látta az állatot, amint két lábra áll.
Egy helybeli farmer, Cara Buxton arról számolt be 1919-ben, hogy egy nandi medve megtámadta az állatait, hét birkát megölt, hármat megsebesített. A megölt birkák húsához nem nyúlt, csak az agyukat ette meg. A következő 10 napon további 57 kecske és birka pusztult el hasonló módon. A helybéliek felkutatták a tettest, amelyről kiderült, hogy egy nagy méretű foltos hiéna volt, amely valamilyen okból rákapott az agyvelőre.
1927-ben Hutchins kapitányt azzal riasztották a falubeliek, hogy egy nandi medve éjszaka betört az egyik kunyhóba, és elrabolt egy embert. A nyomok megdöbbentették a kapitányt, azok egy általa ismert állatra sem emlékeztettek. Az oroszlánénál is nagyobb lapát alakú nyomok hosszú karmokról tanúskodtak..
Az 1920-as évek után a megfigyelések száma csökkent, bár állítólag ma is rendszeresek a találkozások.

## Lehetséges magyarázatok

### Ismeretlen medvefaj
Az állat külseje a leírások alapján leginkább egy medvére hasonlít. Az egyetlen afrikai medvefaj a mára kihalt Atlasz-medve (Ursus arctos crowtheri), a barna medve egy alfaja. Azonban ez a faj csak Észak-Afrikában fordult elő, ettől délebbre semmilyen lelet nem utal medvefélék létére, bár 1668-ban Dr. O. Dapper a Kongóról írt beszámolójában megemlítette a medvét a helyi állatok között.

### Ismeretlen hiénafaj
A pleisztocén időszakban élt egy oroszlán méretű hiénafaj (Pachycrocuta robusta progressa) Afrikában. Mások szerint nem egy ismeretlen faj, hanem közönséges, csak a szokásosnál agresszívebb foltos hiéna követte el a kerit-támadásokat, hasonlóan az 1919-es esethez. Azonban nehezen hihető, hogy a vadvilágot olyan jól ismerő helyiek ne ismernék fel a közönségesnek számító hiénákat, bárhogyan is viselkedik.

### Chalicotherium
Louis Leakey hipotézise szerint a nandi medvék az őskori Chalicotherium nevű patás fennmaradt egyedei. A kövületek alapján külsőleg ez az állat is hasonlóan nézhetett ki, mint a szemtanúk leírásaiban szereplő lény. A mellső lábain hatalmas karmok voltak, amelyek hatékony fegyverek lehettek. Ennek az elméletnek azonban erősen ellentmond az a tény, hogy a Chalicotherium növényevő volt, karmait gumók, gyökerek kiásására használta, míg a kerit az összes beszámoló szerint vérszomjas ragadozó. Viszont ez a hipotézis magyarázatot szolgáltat arra, hogy mért csökkent le a nandi medve megfigyelések száma: az elmélet hívei szerint a XIX. század végén Kelet-Afrikában végigsöprő marhapestis fogyasztotta meg a számát.

### Óriás pávián
A nandi törzs szerint a lény inkább majomra, mint medvére hasonlít. A páviánok, hasonlóan a medvékhez, képesek két lábra állni és fára mászni, és időnként vadásznak. A fosszíliák szerint igen nagy méretű páviánfajok is éltek, például a Simopithecus a pliocén időszakból. Viszont a páviánok csapatban élnek, és nappal aktívak, míg a nandi medvék magányosan járnak, és este támadnak.
Parizek, cseh Kongó-kutató az ohori nevű, majomember-szerű kriptiddel hozza kapcsolatba a nandi medvét.
Emellett a méhészborz is felmerült, mint lehetőség, azonban ez a kis termetű ragadozó nehezen téveszthető össze egy medvével.

## Kulturális hatás
Tőke Péter Miklós Afrikai nyomozás c. regényének hősei azzal a céllal utaznak Kenyába, hogy felkutassák a nandi medvét.